# Prawdziwa historia (album)
Prawdziwa historia – drugi studyjny album zespołu Macca Squad, wydany nakładem wytwórni Maccabra Label. Płyta była promowana dwoma teledyskami: „Rap, który rzuca cień” i „Susza”.

## Lista utworów
Opracowano na podstawie materiału źródłowego.
| #  | Tytuł                           | Gościnnie       | Czas |
| -- | ------------------------------- | --------------- | ---- |
| 01 | „Dwadzieścia parę lat - Intro”  | -               | 2:46 |
| 02 | „3 dni”                         | -               | 3:26 |
| 03 | „Szczery do bólu”               | Brożas & Buczer | 4:08 |
| 04 | „Prawdziwa historia”            | Żółw            | 4:05 |
| 05 | „To gówno”                      | Mr. Polska      | 3:02 |
| 06 | „Susza”                         | -               | 2:55 |
| 07 | „Traktuj dziwki z góry”         | Paluch          | 3:11 |
| 08 | „Drobne”                        | -               | 3:28 |
| 09 | „Rap który rzuca cień”          | Żółw            | 3:36 |
| 10 | „Chwila”                        | Jarek Dzień     | 3:46 |
| 11 | „Niewiele trzeba mi”            | Kaja Karaplios  | 3:46 |
| 12 | „Być kim chce”                  | -               | 3:24 |
| 13 | „Hard Flow”                     | Digitz, Steph   | 2:58 |
| 14 | „Gram w tą grę”                 | PTP             | 4:11 |
| 15 | „Tarapaty”                      | Mr. Polska      | 2:34 |
| 16 | „Podkręć tą nutę - MACCABRA II” | -               | 8:10 |